# Литман, Джессика
Джессика Литман (род. 3 июня 1953) — американский специалист по авторскому праву и автор книги «Цифровой копирайт: Защита интеллектуальной собственности в Интернете» (2000).

## Биография
Литман получила степень доктора права в школе права Колумбийского университета, степень магистра — в Южном методистском университете, а степень бакалавра искусств — в Рид-колледже.
В 2000 году вышла книга Литман «Цифровой копирайт», которая прослеживает процесс лоббирования, который привёл к принятию Закона о защите авторских прав в цифровую эпоху. Карен Койл сказала, что «Речь идёт не о законе как таковом, а о том, как технологические разработки XX века изменили закон об авторском праве, созданном в Соединённых Штатах, и тех, кто извлекает выгоду».
Литман в настоящее время является профессором школы права в Мичиганского университета, перед этим в 1990—2006 годах она была профессором школы права Университета Уэйна. Литман выступала перед Конгрессом и работала в нескольких правительственных и юридических платах, в том числе в Авторском обществе США, консультативном совете Public Knowledge, комитетах по интеллектуальной собственности и Интернету Американского союза защиты гражданских свобод и комитете Национального научно-исследовательского совета по вопросам партнёрства в области погоды и климатического обслуживания.
В 2021 году Литман выступила с программными докладами на конференциях юридических школ Стэнфорда и Кардозо.
У Литман есть сын по имени Ари Литман-Вайнберг - юрист, профессор права и политический обозреватель.

## Работы
- "The public domain." Emory Law Journal 39 (1990): 965-1023.
- "Copyright compromise and legislative history." Cornell Law Review, 72 (1986): 857-904.
- "The Exclusive Right to Read." Cardozo Arts & Ent. LJ 13 (1994): 29-54.
- Digital Copyright: Protecting Intellectual Property on the Internet (2000)
- Trademark and Unfair Competition Law: Cases and Materials (2d ed. 1996 through 7th ed. 2022, with annual supplements), with Jane Ginsburg and Mary Lou Kevlin